# Bądze (województwo warmińsko-mazurskie)
Bądze (niem. Bensen) – wieś w Polsce położona w województwie warmińsko-mazurskim, w powiecie bartoszyckim, w gminie Górowo Iławeckie. W latach 1975–1998 miejscowość administracyjnie należała do województwa olsztyńskiego. W latach 1945–46 miejscowość nosiła nazwę Benza
Przez miejscowość przepływa rzeka Elma, lewy dopływ Łyny.
W roku 1889 Bądze były majątkiem ziemskim. W 1978 r. we wsi było 16 indywidualnych gospodarstw rolnych, gospodarujących na powierzchni 178 ha. W tym czasie była to wieś sołecka, a do sołectwa należały także wsie: Kanie Iławeckie, Piaseczno, Powiersze, Żuławy (PGR). W 1983 r. we wsi było 14 domów, stojących w zabudowie rozproszonej. Wieś w tym czasie zamieszkiwało 66 osób. 